# Wapen van Eigenbrakel

Het wapen van Eigenbrakel sinds 1819.

Het Wapen van Eigenbrakel is het heraldisch wapen van de Belgische gemeente Eigenbrakel. Hetzelfde wapen is drie maal toegekend: voor het eerst op 15 september 1819 door de Hoge Raad van Adel tijdens het Verenigd Koninkrijk der Nederlanden, de tweede maal op op 25 mei 1838, en ten slotte op 5 september 1978 aan de nieuw ontstane fusiegemeente Eigenbrakel.

## Geschiedenis
Het wapen van Braine-l'Alleud gaat terug op dat van Nicolaas van Barbançon, die heer van Eigenbrakel was. Het oudste gemeentelijke zegel uit 1358 (S. Scabinoru de Brania Allody) gebruikt reeds dit wapen en ook in de 17e en 18e eeuw bleef dit wapen gebruikt worden.

## Blazoen
Het huidige wapen heeft de volgende blazoenering:
D'or à quatorze burèles d'azur et trois lions d'or brochant sur le tout.
Van goud met veertien smalle dwarsbalken van azuur en met drie leeuwen bezaaid.— Omschrijving sinds 1978.
In 1819 werd het wapen omschreven als "Gedwarsbalkt van goud en lazuur en verzeld van drie gouden leeuwen over het geheel loopende." en in 1838 "D'or à quatorze trangles d'azur et trois lions du champ sur le tout."